# Клімат Африки

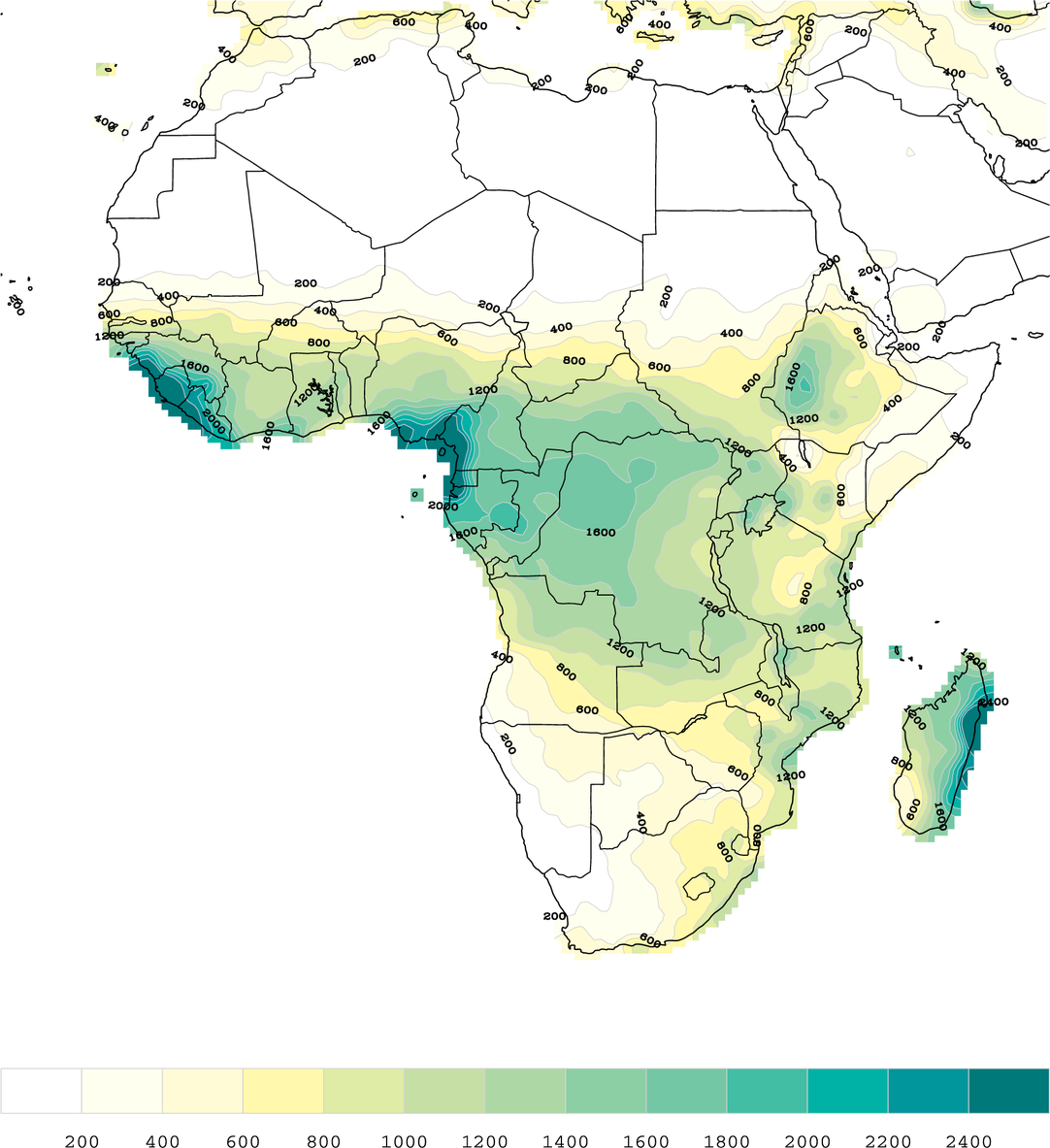
Ізогієти річних сум опадів, спостереження 1971—2000 років

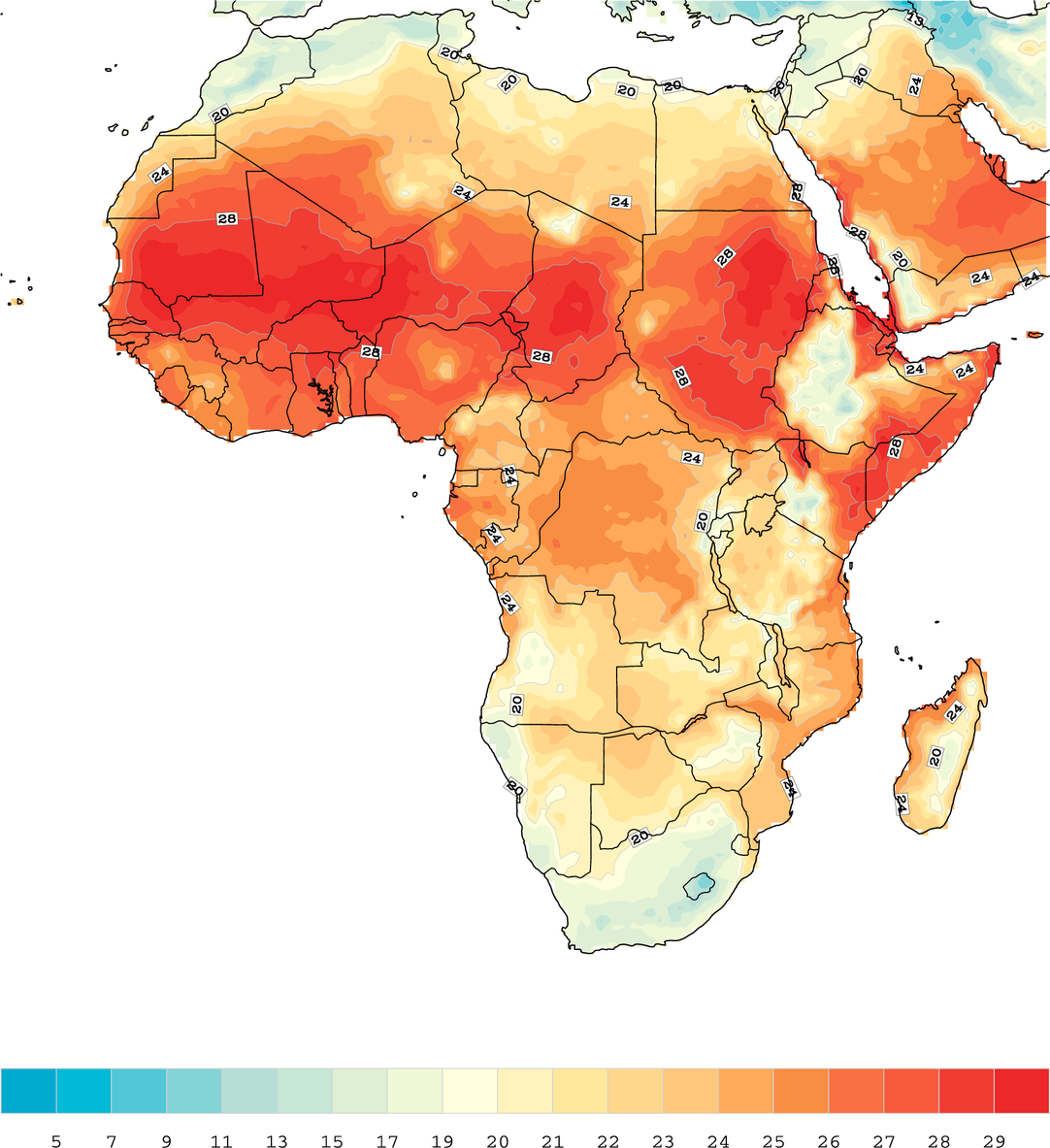
Ізотерми середньорічних температур, спостереження 1971 — 2000 років

Клімат Африки зумовлений географічним положенням материка Африка, його великими розмірами, особливостями рельєфу і баричного тиску, близькістю величезного континентального масиву Євразії, а також холодними (біля західних берегів) і теплими течіями (біля східних берегів). Мала розчленованість робить материк малодоступним для впливу моря.

## Повітряні маси
Основним циркуляційним процесом у нижніх шарах атмосфери над континентом є приплив повітряних мас у вигляді пасатів з субтропічних широт до області найбільшого нагрівання сонцем приземних шарів повітря. З квітня по липень у північну півкулю проникає південно-східний пасат. Проходячи над екваторіальною областю, він трансформується в екваторіальне повітря і під впливом відхиляючої сили обертання землі переходить у південно-західні вітри, які називаються екваторіальним мусоном.
Циклони тропічного фронту, що виникають між теплим і сухим повітрям північно-східних пасатів та холоднішим вологим повітрям екваторіального мусону, над континентом сухі і не несуть фронтальних опадів, бо теплий сектор їх заповнений сухою масою пасатів. Клімат західних берегів Африки перебуває під впливом морського тропічного повітря і відзначається майже цілковитою відсутністю опадів при високій вологості нижніх шарів повітря (що пов'язано з пасатною інверсією температури), а також наявністю відносно низької температури. Остання обставина залежить від холодних морських течій — Канарської в північній і Бенгельської в південній півкулі.
На сході гористі береги Південної Африки перебувають під впливом вологих південно-східних пасатів Індійського океану і дістають значну кількість опадів. Північно-східні частини Африки, що прилягають до Азії, перебувають під впливом сухого континентального тропічного повітря, яке формується над великими просторами пустель.
Завдяки зенітальному положенню Сонця африканський масив суші дуже нагрівається; тому над більшою частиною материка, за винятком зон субтропічного максимуму — областей високого тиску, переважає низький атмосферний тиск. Великі місцеві центри високого тиску, звичайні для Євразії та Америки, ніде не утворюються в Африці. У зв'язку з переважанням характерного для більшої частини Африки відносно низького атмосферного тиску вітри, як правило, дмуть з океанів. Над материком ці повітряні маси нагріваються, відходять від точки роси, що несприятливо позначається на розподілі опадів. Майже весь материк, за винятком екваторіального пояса дощів, який простягається від Ліберії до озер Вікторія та Ньяса, характеризується тимчасовою або постійною нестачею опадів, і посушливі області займають в Африці дуже великі простори.
На більшій частині Африки коефіцієнт зволоження набагато менший від 1,00. У Сахарі він наближається до 0,00.

## Кліматична поясність
Більша частина території Африки лежить у тропічній зоні і тільки північна та південна окраїни материка належать до субтропіків. За межі субтропічної зони Африка не простягається; вона є найжаркішим з усіх материків. Африка лежить у межах тропічної і субтропічної циркуляції повітряних мас. Частина материка, розташована в північній півкулі, площею вдвоє більша, ніж південна; це і визначає велику континентальність та аридність клімату Північної Африки. Континентальність підсилюється також через близькість великого материкового масиву Євразії.
В Африці, за Б. П. Алісовим, можна виділити кліматичні зони:
- екваторіального повітря — екваторіальний пояс
  - континентальна область долини Конго
  - атлантична область Гвінейської затоки (гвінейський клімат)
- екваторіальних мусонів — субекваторіальний пояс
  - атлантична область Гвінеї
  - континентальна область Сахелю у північній півкулі (суданський клімат)
  - індійська область північної півкулі
  - індійська область південної півкулі
  - континентальна область у південній півкулі
- тропічного повітря — тропічний пояс
  - атлантична область Західної Сахари та Намібу
  - континентальна область Сахари (клімат фінікової пальми)
  - континентальна область Анголи й Калахарі
  - індійська область Мозамбіку й Мадагаскару
- субтропічну — субтропічний пояс:
  - середземноморська область Магрибу,
  - південно-африканська область.

## Екваторіальний пояс
Центральна частина тропічної зони Африки, що простягається від Сьєрра-Леоне до озера Вікторія, належить до екваторіального клімату вологих тропічних лісів. До східного узбережжя Африки ця зона не доходить. Річна амплітуда температури в цій зоні дуже незначна: 1°—2 °C. У Кананзі на Конго річна амплітуда менша 1° (лютий — 24,4 °C, грудень — 25,1 °C), в Акассі на Нігері 2,2 °C (температура повітря найжаркішого місяця 26,6 °C, найбільш прохолодного 24,4 °C, середній максимум 32,6 °C, середній мінімум 19,3 °C). Добова амплітуда температури значно більша, ніж річна, і становить в Акассі від 12 °C до 15 °C, у Кананзі — в суху пору року 16 °C. Відносна вологість повітря в цій зоні дуже велика (близько 85 %). Такої високої температури, як у Сахарі, тут не буває, однак безперервно панує виснажлива спека, особливо тяжка через велику вологість повітря, тимчасову полегкість дає нічна прохолода.
Хмарність у екваторіальній зоні велика (в Лібревілі — 70 %, в Лоанго — 61 %), часті тумани. Щодня після полудня утворюються хмари, надвечір випадає дощ у вигляді злив; часті грози. Максимум дощів припадає на опісляполуденний час. У екваторіальній області Західного і Східного Конго випадає в середньому від 1000 до 1500 мм опадів, значно менше, ніж на Амазонській низовині (від 2000 до 2500 мм). Загальне число днів з опадами — близько 120. У Кананзі кількість опадів — 1544 мм. Аналогічно тому, як річний хід температури в цій зоні відрізняється наявністю двох максимумів і двох мінімумів, тут можна спостерігати два періоди максимуму опадів, що зв'язано з проходженням Сонця через зеніт. На півночі та півдні басейну Конго посеред зими спостерігається помітне зменшення кількості опадів. У горах екваторіальної зони максимальна кількість опадів буває на висоті 2400—2500 м.

### Гвінейський клімат
Гвінейське узбережжя від Сьєрра-Леоне до західної частини Камеруну (до 7°—8° півн. широти) часто виділяють в особливу кліматичну область — гвінейський тип екваторіального клімату. Він відзначається мусонним режимом. Характерний один максимум опадів і тенденція до короткої посухи, хоч річна кількість опадів тут часто вища, ніж у Центральному Конго. Опади областей центрально-африканського і гвінейського типу — це опади переважно орографічної конвекції. Відмінності рельєфу мають великий вплив на розподіл опадів. Особливо багато опадів дістають схили високих масивів, перпендикулярно розташованих до напряму мусонів. У Дебунджі (коло західних схилів вулкану Камерун) — близько 10 500 мм опадів (лише у вересні тут випадає 1660 мм, більше, ніж в Одесі протягом 4 років).
У багатьох місцях Гвінейського узбережжя протягом всього року панує південно-західний вітер, який зимою помітно слабшає. Однак, часто південно-західні вітри на зиму змінюються сухими північно-західними. У більш високих широтах Гвінеї, зокрема в Сьєрра-Леоне, в північній Нігерії звичайний режим південно-західних вітрів часто порушується взимку, коли встановлюється сухий і жаркий, пильний північно-східний вітер — харматан, який дме з Сахари і проривається іноді через Бенін на узбережжя. Харматан тимчасово звільняє від задушливої спеки. Головна маса вологи на Гвінейському узбережжі випадає вночі.
Фрітаун у Сьєрра-Леоне є прикладом місцевості, яка показує єдиний максимум опадів мусонного режиму. Середня температура найтеплішого місяця у Фрітауні 27,0 °C, найхолоднішого 24,5 °C, середня річна температура 25,9 °C.

## Субекваторіальний пояс
До зони вологих тропічних лісів прилягають великі простори саван (тропічний лісостеп). Клімат саван тропічний. Середня річна температура 25 °C; середня температура найхолоднішого місяця 18 °C; добові і річні коливання температури більші, ніж у екваторіальній зоні (річна амплітуда 5 °C). Опадів багато, але не більше 1500 мм. Характерною особливістю в розподілі опадів є виразно визначений сухий період, що припадає на весну та зиму відповідної півкулі. Літній період дощів зв'язаний з припливом багатих на вологу повітряних мас екваторіального мусону та інтенсивнішою конвекцією, яка залежить від високого (зенітального) положення Сонця. Екваторіальний мусон періодично змінюється пасатною течією, яка переважає впродовж зимового періоду. Пасати дають велике зниження відносної вологості і посуху. Сухий період триває від 4 до 6 місяців. У саванах в міру віддалення від екватора коротшає дощовий період і меншає кількість опадів.
Середня кількість опадів у саванах 1000 — 1300 мм, в окремих місцях поблизу гілей досягає 1500 мм, на північ на краю пустелі зменшується до 200 — 250 мм. У тому ж напрямі зменшується тривалість періоду дощів і регулярність опадів, а також зростає середня температура найтеплішого місяця (яка досягає 32 °C і більше). Спостерігається перехід до пустель, де посушливий період захоплює більшу частину року. В саванах, що прилягають безпосередньо до екваторіальної зони, можливі ще два дощових і два сухих періоди (суданський клімат Мартонна). Однак ближче до тропіків відмічається лише один дощовий період, що збігається з серединою літа.
У суху пору року в саванах переважають пасати. У Беніні пасат, який нерідко приносить червоний пил з Сахари, називається харматан. Такі сухі вітри викликають різке зниження відносної вологості (нижче 20 %). У сухий період савани Африки дуже нагадують пустелю: трави висихають, дерева втрачають листя, невеликі річки пересихають, добові коливання температури стають значніші, середній максимум температури може досягати 38 °C; небо затягається димною пеленою від величезних трав'яних пожеж. Наприкінці посушливого періоду часто виникають грозові шквали, які щодо інтенсивності поступаються північноамериканським торнадо. У саванах режим вітрів загалом активніший.
У саванах, що прилягають до зони вологих тропічних лісів, розвинутий парковий ландшафт; далі від екватора переважає трав'яний покрив з поодинокими деревами (баобаби, пальми, мімози, акації). Уздовж рік розвинуті густі галерейні ліси. Дерева та кущі в саванах пристосовуються до зменшення випаровування: на зиму скидають листя, розвинуті мікрофіли і сукулентні форми, великого розвитку досягають колючі кущі, особливо на окраїнах саван.

### Індійська область
Пори року в субекваторіальній Африці залежать від розподілу опадів. Абісинське нагір'я перебуває під впливом південно-західного літнього мусону і відзначається особливостями клімату високих саван. Північна межа дії екваторіального мусону на схід від області озер лежить близько 10° північної широти. На Сомалійському півострові позначається вже частковий вплив вологішого мусону Індійського океану. Північно-східний пасат, який дме взимку в східній Африці, перетікає через екватор, поступово зволожується і переходить; у південній півкулі в екваторіальний мусон. У південній півкулі область екваторіальних мусонів займає лише східну частину Африки приблизно до 17° південної широти; екваторіальний мусон, який має тут східно-північно-східний напрям, виявлений менш різко, ніж у північній півкулі (не викликає такого помітного зниження температури влітку). Південно-східний пасат багатший на вологу; він не несе з собою такої сухості взимку, як північно-східний пасат у північній півкулі. Тому мусонні області Східної Африки в південній півкулі дістають набагато більше опадів, ніж у північній (цьому сприяють почасти і циклональні опади тропічного фронту). Північно-східні частини Африки, які перебувають під впливом вологих океанічних пасатів, мають дощове літо, суху зиму; тут температура із зростанням географічної широти знижується.
У західній половині тропічної Південної Африки немає виразно виявленого вологого екваторіального мусону; це й зумовлює засушливість клімату Анголи і західної частини Зімбабве. На узбережжі кількість опадів у напрямі на південь різко зменшується (Банана — 730 мм, Понта-де-Пенья — 580 мм, Луанда — 280 мм).

## Тропічний пояс
За межами поширення екваторіальних мусонів лежать області суто пасатної циркуляції. Через всю Північну Африку простягається від Атлантичного океану до берегів Червоного моря безперервною смугою (середньою шириною близько 1300 км) найбільша у світі пустеля Сахара. Сахара належить до типу пасатного клімату (клімату самуму або фінікової пальми). Клімат Сахари визначається переважанням північно-східного пасату, який складається з мас надзвичайно сухого континентального тропічного повітря. Можливість опадів термічної конвекції в Сахарі майже виключається, бо рівень конденсації тут лежить на великій висоті. Клімат Сахари дуже сухий, опади тут — випадкове явище, внаслідок чого суцільний килим рослинності не може утворитися. На північній окраїні Сахари зимові опади зв'язані з циклонічною діяльністю на полярному фронті, який спускається в ці широти зимою. На південній окраїні Сахари опади в незначній кількості бувають літом, що пов'язується з дією згасаючого екваторіального мусону.

### Континентальна область
Область континентальних пасатів займає тільки західну половину Південної Африки. До цієї області належить напівпустеля Калахарі, безживна тільки під час посухи. Літом тут регулярно бувають опади. Середня річна кількість опадів у Калахарі — від 125 до 250 мм, у деяких місцях ще більша. Значна площа Калахарі, за винятком її південної частини, яка відноситься до злаково-чагарникової пустелі, цілком придатна для життя людини. Континентальний характер клімату виявлений значно менше, ніж у Сахарі. Середня температура грудня в Гокхасі (в західній Калахарі) 29 °C, червня 12,2 °C, при середніх крайніх +41 °C і —4 °C та 180 мм річних опадів.

### Атлантична область
Біля західних берегів Сахари позначається вже вплив морського тропічного повітря східної периферії антициклону. Західне узбережжя Сахари під впливом холодної Канарської течії відзначається пустельним ландшафтом, крайньою недостачею опадів, але високою відносною вологістю повітря, відносно невеликими добовими і річними амплітудами температури, зниженою для цих широт температурою літніх місяців і частими туманами. Порівняно спокійний і одноманітний хід погоди з правильним чергуванням великої інтенсивності бризів тут іноді порушується тропічними циклонами та харматаном.
Західне узбережжя Південної Африки за характером кліматичних умов є аналогом атлантичного узбережжя Сахари. Область справжньої пустелі в Південній Африці обмежена прибережною смугою, що простяглася від гирла річки Оранжової майже до пониззя річки Кунене — пустеля Наміб. У цій пустелі під безпосереднім впливом холодної Бенгельської течії і високої вологості повітря кожної ночі утворюється туман, який розсіюється лише після полудня (аналогічно кліматові «гаруа» на західному узбережжі Південної Америки). Бенгельська течія, маючи нижчу температуру, ніж Канарська, значно знижує літню температуру; формується наднизька для тропічних широт температура. Холодна Бенгельська течія створює ще потужнішу інверсію, ніж коло атлантичного узбережжя Африки, у зв'язку з чим кількість опадів дуже незначна (у Свакопмунді — 19 мм). Літом у пустелі Наміб часто бувають піщані урагани. На початку зими тут можливі гарячі східні фени, які викликають значне підвищення температури. Ці вітри дають найвищі показання термометра в травні — червні і тимчасове падіння відносної вологості нижче 10 %.

### Індійська область
Північна частина Мадагаскару належить до області клімату екваторіальних мусонів. Однак більша частина Мадагаскару, Мозамбіку, Трансваалю і прилеглі до них області південно-східного Зімбабве належать до типу клімату океанічних пасатів західної периферії субтропічних антициклонів Індійського океану. Завдяки значній кількості вологи в масах екваторіального і морського тропічного повітря пасатів, які тут стикаються, циклонічна діяльність на тропічному фронті супроводиться великими опадами. У річному ході опадів в області океанічних пасатів спостерігається літній максимум. Річні амплітуди температури тут невеликі, але більші, ніж коло екватора. Річна кількість опадів помітно зменшується в міру віддалення від морського узбережжя. Південно-східний пасат, перевалюючи через гори, втрачає значну частину вологи. Спостерігається помітне зростання добових амплітуд температури, особливо в зимовий сухий і безхмарний період. Відповідно до зменшення кількості опадів спостерігається перехід до безлісих широких саван.
Зі сходу Мадагаскар омивається теплою Маскаренською течією. Південно-східний вологий пасат, проносячись над теплою Маскаренською течією, ще більше зволожується, і східні береги Мадагаскару дістають дуже багато опадів (у Таматаве випадає 2940 мм), причому максимум їх припадає на кінець літа й осінь. Клімат східного узбережжя Мадагаскару нагадує клімат верхньої Гвінеї і відзначається високою температурою та вологістю повітря. Гірський хребет, що проходить вздовж острова, перехоплює вологу, яку приносить південно-східний пасат, внаслідок чого західна половина острова має сухий клімат; опадів тут випадає в середньому близько 500 мм.

## Субтропічний пояс
Північна і південна Африка знаходиться в зоні субтропічної циркуляції. У зимову пору сюди проникає полярне повітря помірних широт у вигляді окремих входжень і звичайно через кілька днів трансформується в тропічне. Найчастіше за холодним фронтом входить морське полярне повітря з температурою від 8° до 12 °C, внаслідок чого великого похолодання не буває. Інколи температура значно знижується на нетривалий час, але сніг випадає лише зрідка. На північному узбережжі Африки спостерігається загалом більш висока температура, ніж на південних берегах Європи. Майже вся річна кількість опадів припадає на зиму (50 % усіх днів з опадами). Дуже сприятливою обставиною з точки зору землеробства є те, що період найбільшої кількості опадів збігається з періодом найменшого випаровування, чого не можна сказати про савани, де спостерігається збіг періодів найбільшої кількості опадів і найбільшого випаровування.

## Середземноморська область
Кількість опадів на північній окраїні Африки невелика (не вище 760 мм, у горах до 1000 мм), набагато менша, ніж в екваторіальній частині. Пояс зимових опадів в країнах Магрибу значно ширший і довший, ніж у Лівії та Єгипті. У східному напрямі кількість опадів значно зменшується, що пояснюється відступанням берегової смуги на південь від головного шляху циклонів, зниженням місцевості і відсутністю гірських бар'єрів, які захищають узбережжя від впливу клімату Сахари. Кількість опадів зменшується також у районах, які перебувають під впливом Канарської течії. Так, в Алжирі випадає 760 мм опадів, у Триполі — 410 мм, Бенгазі — 270 мм, Александрії — 220 мм, Порт-Саїді — 80 мм. У горах Атласу опади взимку часто випадають у вигляді снігу, утворюючи міцний сніговий покрив, танення якого навесні прискорює розвиток рослинності в передгір'ях. У країнах Атласу кількість опадів зменшується у напрямі на південь. Південні схили Атласу навіть на значних висотах бідні на опади. У північно-західній Сахарі південна межа зимових опадів лежить близько 28° північної широти. У південних частинах середземноморської зони Північної Африки іноді з'являються гарячі пильні бурі пустель — самум, хамсин, знижуючи відносну вологість повітря до 5 %, але вони рідко проникають у прибережну смугу Алжиру та Тунісу, які захищають гори.
На північних середземноморських окраїнах Африки літом стоїть переважно антициклональна погода, суха і ясна; середня хмарність у літній час становить 10—12 %. Літо жарке; середня температура липня в Могадорі на атлантичному узбережжі дорівнює 20 °C, в Алжирі — 25 °C, у Триполі — 26 °C, в Александрії — 27 °C. В Алжирі опадів у липні 2 мм, у серпні — 7 мм.

### Південно-африканська область
Клімат південно-західної окраїни Африки подібний до середземноморського клімату північно-західного Марокко — належить до типу субтропічного клімату східної периферії антициклонів. Літо сухе і прохолодне. Середня січнева (літня) температура в районі Кейптауна нижче 21 °C, у той час як на північних окраїнах Африки скрізь (за винятком атлантичного узбережжя середземноморської смуги) середня липнева температура вище 21 °C.
Південно-східні околиці Африки, що перебувають під впливом теплої Мозамбіцької течії, характеризуються мусонним кліматом; вони дістають опадів значно більше, ніж південно-західні окраїни континенту (холодна Бенгельська течія). Найбільша кількість опадів випадає літом. Це тип мусонного субтропічного клімату західної периферії антициклонів.
Високі плато внутрішніх областей субтропічної частини континенту (з висотами до 1000 м і більше) за кліматичними умовами належать до типу континентальних субтропічних, але опадів буває 200 — 400 мм, тобто більше, ніж у Північній Африці. Зима суха. Завдяки високому положенню внутрішніх областей над рівнем моря температура трохи нижча, ніж у субтропічних областях Північної Африки. У південному Карру можливі зимові снігопади на висотах понад 1000 м. У прибережних горах на висотах від 1500 до 2000 м сніг іноді лежить з березня по вересень. Для північного Карру сніг становить незвичайне явище, проте й сюди зрідка можуть проникати холодні повітряні маси, що супроводжуються хурделицями (в червні 1902 року снігова буря пронеслася по території від південного узбережжя до 23° південної широти).

## Кріосфера

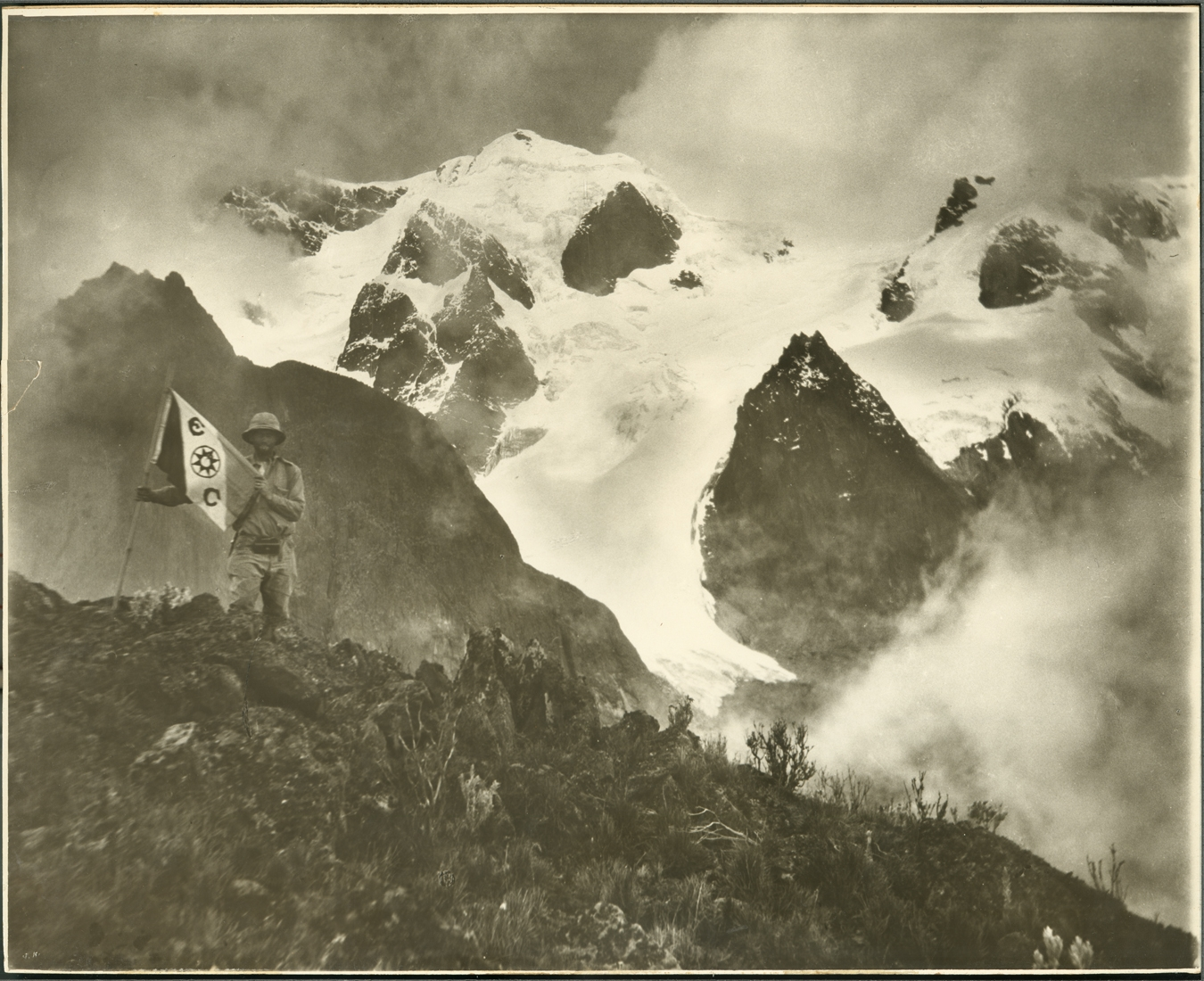
Орнітолог Джеймс Чапін (James P. Chapin) під час експедиції на Рувензорі, у 1925 році

Лише три гірських масиви — Рувензорі, Кенія і Кіліманджаро — увінчані льодовиками. Сніги ще в середині XX століття займали площу близько 50 км².
Від фірнових шапок Рувензорі сповзають по схилах або по вузьких зниженнях незначних розмірів висячі льодовики, зустрічаються каррові льодовики. Близько 50 льодовиків мали власні імена. Особливо низько спускаються льодовики східних схилів (Семпер — до 4300 м, Мобуку — до 4100 м — у 1950 році). Площа вкрита льодовиками зменшилась з 7,5 км² у 1906 році до 1,5 км² у 2005 році.
Дев'ятнадцять невеликих льодовиків масиву Кенії не спускались нижче 4400 м. Найбільший льодовик був до 4,5 км завдовжки.
У масиві Кіліманджаро є дві маленькі фірнові плями на Мавензі; увінчана снігом вершина Кібо, з якої сповзають круті висячі льодовики. Висота снігової лінії в південно-західній частині Кібо — 4550 м, у північно-східній — 5650 м.
У льодовиковий період льодовики спускалися значно нижче від сучасних; на Кіліманджаро нижня окраїна льодовика лежала на висоті 1500 м, а льодовики Кенії спускались нижче 4300 м.

## Див.також
- Клімат Азії